# Vicki Becho
Vicki Becho (Montreuil, 3 ottobre 2003) è una calciatrice francese, attaccante dell'Olympique Lione.

## Carriera

### Club
Becho si appassiona al calcio fin dai primissimi anni d'età, venendo notata da Ali Ben Ahmed, allenatore dell'SC Malay-Le-Grand, già all'età di 5 anni e mezzo. Tesserata per il club del piccolo centro abitato del dipartimento della Yonne, ha giocato nelle sue formazioni giovanili miste fino al livello U12, prima di unirsi all'FC Sens a livello U13 nel 2015. Durante un torneo amichevole e una partita contro il Paris Saint-Germain, il suo allenatore Abdou Bah ha elogiato le sue capacità all'allenatore avversario, convincendolo ad offrirle un provino.
Ritenuta idonea viene selezionata dal club parigino e nel 2016 entra a far parte del centro di formazione del PSG. Nel maggio 2019, a soli 15 anni, vince il Challenge National Excellence con la squadra U19 del PSG, battendo in finale l'Olympique Lione per 5-1, incontro dove Becho segna una doppietta.
Nel febbraio 2020 Becho ha vinto il premio Titi d'or féminin, un trofeo onorario assegnato dall'Associazione Les Titis du PSG alla migliore giocatrice del centro di formazione del club. Nello stesso mese gioca la sua prima partita in prima squadra, entrando come sostituta contro l'Arras nei quarti di finale della Coppa di Francia.
Durante la successiva sessione estiva di calciomercato si trasferisce all'Olympique Lione, con il quale sigla il suo primo contratto da professionista, venendo aggregata alla prima squadra dalla stagione 2020-2021 e avendo l'occasione di debuttare in Division 1 Féminine. In quell'occasione i tecnici Jean-Luc Vasseur, e poi Sonia Bompastor che lo sostituisce a stagione in corso, le offrono tuttavia poco spazio, per lei solo 3 presenze in campionato, ciò nonostante raggiunge un nuovo traguardo professionale debuttando in UEFA Women's Champions League, anche se oramai a tempo scaduto, rilevando Selma Bacha al 90' nella gara di ritorno dei sedicesimi di finale dell'edizione 2020-2021 vinta 3-0 sulle italiane della Juventus.
Dopo aver iniziato la stagione successiva, senza marcare alcuna presenza, ancora in organico con l'OL, nel novembre 2021 viene annunciato il suo trasferimento in prestito allo Stade Reims. A disposizione del tecnico Amandine Miquel fa il suo debutto con la nuova maglia il 13 novembre, all'8ª giornata di campionato, rilevando Naomie Feller al 34' dell'incontro interno pareggiato 1-1 con il Digione. Miquel la impiega in altre 12 occasioni, andando a segno per la prima volta in D1, suo la rete del parziale 3-1 per la sua squadra, nell'incontro casalingo della 14ª giornata vinto 4-3 sull'Issy. A questo si aggiunge anche una rete in Coppa di Francia, quella che apre le marcature nel 4-0 sul Monaco agli ottavi, e due presenze prima dell'eliminazione, ai rigori, ai quarti di finale con il Nantes. Conclude la sua esperienza con il club di Reims contribuendo a far raggiungere alla sua squadra il 7º posto in campionato e un'agevole salvezza.
Nell'estate 2022 torna all'OL per quella che sarà la sua più titolata stagione in carriera. Alla guida tecnica di Sonia Bompastor conquista il treble campionato-Coppa, maturando rispettivamente 21 e 5 presenze con 2 reti per ciascun torneo, ai quali si aggiungono le 5 presenze in Champions League e festeggiando con le compagne, pur non essendo in rosa, anche la seconde Trophée des Championnes (supercoppa) vinta dal club.
Nell'ottobre del 2023, viene inclusa fra le dieci finaliste del premio European Golden Girl, assegnato dal quotidiano Tuttosport alla miglior giocatrice Under-21 militante in un campionato europeo.

### Nazionale
Becho inizia ad essere convocata dalla Federcalcio francese (FFF) dal 2019, inizialmente per vestire la maglia della formazione Under-17, chiamata dal tecnico federale Philippe Dumas per disputare la seconda fase di qualificazione dell'Europeo di Bulgaria 2019, senza che le Bluettes riuscissero ad accedere alla fase finale.
In quello stesso anno viene convocata anche in Under-16, dove tra l'aprile e il maggio matura 5 presenze tra e quali 3 nella prima edizione del torneo di Montaigu dove la sua nazionale si aggiudica la manifestazione guidando la classifica dei capocannonieri.
Le ottime prestazioni dimostrate con le due precedenti giovanili convincono Gilles Eyquem, responsabile della formazione Under-19, a inserirla in rosa con la squadra impegnata alla fase finale dell'Europeo di Scozia 2018. In quell'occasione scende in campo in tutti i cinque incontri disputati dalla Francia, che attraverso il primo posto nel gruppo A, vittoria con Paesi Bassi e Scozia e pareggio con la Norvegia, superando in semifinale la Spagna per 3-1, determinante per il passaggio del turno la sua doppietta, giunta in finale vince il torneo battendo per 2-1 la Germania.
Rimasta in quota anche per i tornei UEFA successivi, saltando le finali delle edizioni 2020 e 2021, tornei annullati come misura di restrizione alla diffusione della pandemia di COVID-19 in Europa, ritorna a disputare le qualificazioni all'Europeo di Repubblica Ceca 2022 chiamata dal tecnico Sandrine Ringler, nel quale scende in campo, siglando una rete nella vittoria per 2-0 sulla Serbia, nei soli tre incontri della prima fase.
Nel frattempo, grazie alle prestazioni espresse nei tornei Under-19, arriva anche la convocazione in Under-20, maturando tra in novembre e il dicembre 2019 5 presenze, tutte in amichevole, siglando anche una rete, quella del 2-1, nella seconda doppia sfida con le pari età degli Stati Uniti.
Ancora nel 2022 viene convocata in Under-23 in occasione della doppia sfida con la Finlandia del 5 e 8 ottobre, dove Becho si mette in luce andando a rete in entrambi gli incontri, nel secondo su rigore, vinti rispettivamente 3-1 e 3-2.
Nel giugno 2023 il commissario tecnico della nazionale maggiore Hervé Renard decide di inserirla nella lista provvisoria delle 26 giocatrici scelte per rappresentare la Francia al Mondiale di Australia e Nuova Zelanda 2023, affiancandole l'altra novità in attacco, Naomie Feller, sua compagna nella vittoria dell'EURO U19 di Scozia 2018.

## Statistiche

### Presenze e reti nei club
Statistiche aggiornate al 12 giugno 2023.
| Stagione               | Squadra                | Campionato             | Campionato | Campionato | Coppe nazionali | Coppe nazionali | Coppe nazionali | Coppe continentali | Coppe continentali | Coppe continentali | Altre coppe | Altre coppe | Altre coppe | Totale | Totale |
| Stagione               | Squadra                | Comp                   | Pres       | Reti       | Comp            | Pres            | Reti            | Comp               | Pres               | Reti               | Comp        | Pres        | Reti        | Pres   | Reti   |
| ---------------------- | ---------------------- | ---------------------- | ---------- | ---------- | --------------- | --------------- | --------------- | ------------------ | ------------------ | ------------------ | ----------- | ----------- | ----------- | ------ | ------ |
| 2019-2020              | Paris Saint-Germain    | D1                     | -          | -          | CF              | 1               | 0               | -                  | -                  | -                  | -           | -           | -           | 1      | 0      |
| 2020-2021              | Olympique Lione        | D1                     | 3          | 0          | CF              | -               | -               | UWCL               | 1                  | 0                  | SF          | -           | -           | 4      | 0      |
| lug-nov 2021           | Olympique Lione        | D1                     | -          | -          | CF              | -               | -               | UWCL               | -                  | -                  | -           | -           | -           | -      | -      |
| nov 2021-2022          | Stade Reims            | D1                     | 13         | 1          | CF              | 3               | 2               | -                  | -                  | -                  | -           | -           | -           | 16     | 3      |
| 2022-2023              | Olympique Lione        | D1                     | 21         | 2          | CF              | 5               | 2               | UWCL               | 5                  | 0                  | SF          | -           | -           | 31     | 4      |
| 2023-2024              | Olympique Lione        | D1                     | 17         | 6          | CF              | 3               | 2               | UWCL               | 9                  | 1                  | SF          | 1           | 0           | 30     | 9      |
| 2024-2025              | Olympique Lione        | PL                     | 4          | 0          | CF              | -               | -               | UWCL               | 0                  | 0                  | SF          | -           | -           | 4      | 0      |
| Totale Olympique Lione | Totale Olympique Lione | Totale Olympique Lione | 45         | 8          | -               | 8               | 4               | -                  | 15                 | 1                  | -           | 1           | 0           | 69     | 13     |
| Totale carriera        | Totale carriera        | Totale carriera        | 58         | 9          | -               | 12              | 6               | -                  | 15                 | 1                  | -           | 1           | 0           | 86     | 16     |

## Palmarès

### Club

#### Competizioni nazionali
- Campionato francese: 1

Olympique Lione: 2022-2023
- Coppa di Francia: 1

Olympique Lione: 2022-2023
- Supercoppa francese: 1

Olympique Lione: 2023

### Nazionale
- Campionato d'Europa under 19: 1

2019